# Clásica San Sebastián 1987
De Clásica San Sebastián 1987 is de 7e editie van de wielerklassieker Clásica San Sebastián en werd verreden op 12 augustus 1987. Marino Lejarreta kwam na 244 kilometer als winnaar over de streep. Het was de derde keer dat Lejarreta de wedstrijd won. De beste Nederland was Erik Breukink met een 4e plek.

## Uitslag
| Plaats  | Naam                 | Ploeg             | Tijd     |
| ------- | -------------------- | ----------------- | -------- |
| Winnaar | Marino Lejarreta     | Seat-Orbea        | 6u19’19” |
| 2       | Ángel Arroyo         | Reynolds          | +28’’    |
| 3       | Federico Echave      | BH                | z.t.     |
| 4       | Erik Breukink        | Panasonic-Isostar | +1’02’’  |
| 5       | José Recio           | Kelme             | z.t.     |
| 6       | Jesús Blanco Villar  | Teka              | z.t.     |
| 7       | Ángel Camarillo      | Teka              | z.t.     |
| 8       | Teun van Vliet       | Panasonic-Isostar | +1’12’’  |
| 9       | Adrie van der Poel   | PDM-Concorde      | z.t.     |
| 10      | Pello Ruiz Cabestany | Seat-Orbea        | z.t.     |

1981 · 1982 · 1983 · 1984 · 1985 · 1986 · 1987 · 1988 · 1989 · 1990 · 1991 · 1992 · 1993 · 1994 · 1995 · 1996 · 1997 · 1998 · 1999 · 2000 · 2001 · 2002 · 2003 · 2004 · 2005 · 2006 · 2007 · 2008 · 2009 · 2010 · 2011 · 2012 · 2013 · 2014 · 2015 · 2016 · 2017 · 2018 · 2019 · 2020 · 2021 · 2022 · 2023 · 2024